# Patnáctiletý kapitán
Patnáctiletý kapitán (1878, Un capitaine de quinze ans) je slavný dobrodružný román francouzského spisovatele Julesa Verna z jeho cyklu Podivuhodné cesty (Les Voyages extraordinaires). Kromě množství pouček z entomologie, námořnictví a přírodopisu Afriky, poukazuje román na hrůzy obchodu s otroky v druhé polovině 19. století.
K nejznámějším filmovým adaptacím románu patří sovětský film Пятнадцатилетний капитан (Patnáctiletý kapitán) z roku 1946 režiséra Vasilije Žuravljova.

## Obsah románu

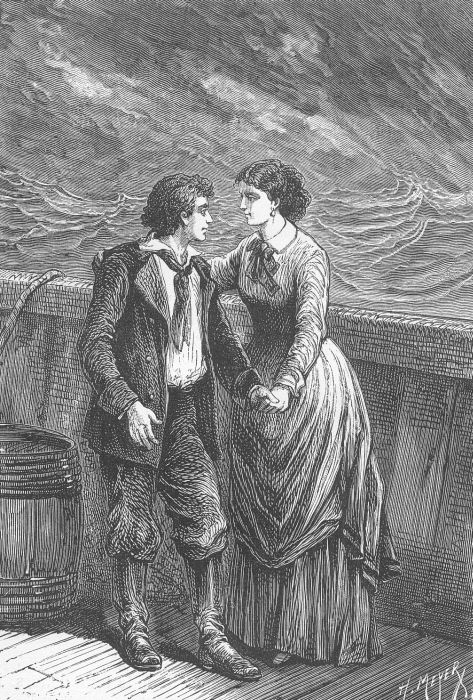
Patnáctiletý kapitán, původní ilustrace Henriho Meyera.

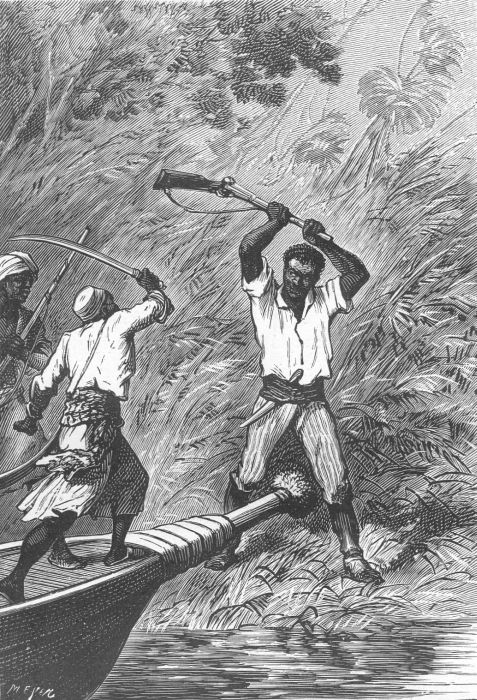
Patnáctiletý kapitán, původní ilustrace Henriho Meyera.

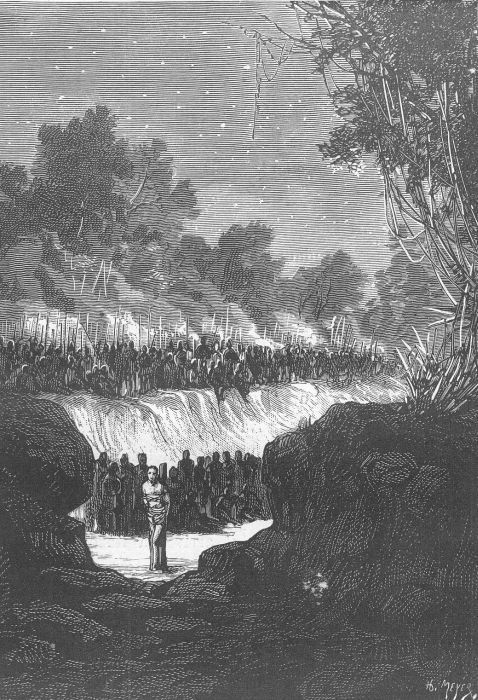
Patnáctiletý kapitán, původní ilustrace Henriho Meyera.

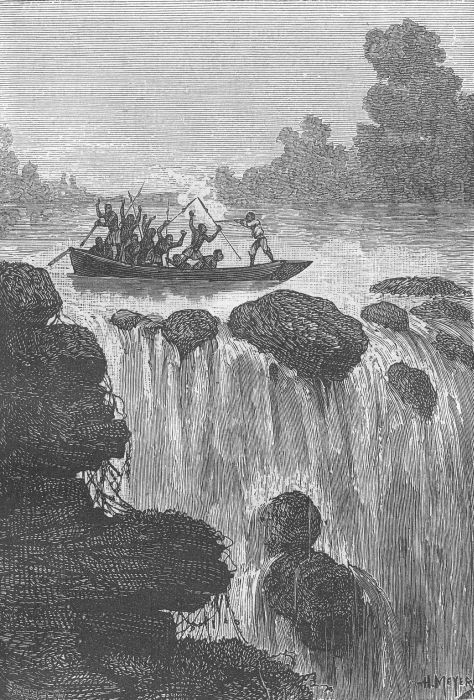
Patnáctiletý kapitán, původní ilustrace Henriho Meyera.

Román se odehrává v roce 1873 a vypráví dobrodružný příběh o patnáctiletém plavčíkovi americké velrybářské lodi Poutník Dicku Sandovi. Dick byl jako nemluvně nalezen na ulici v New Yorku a byl vychován majitelem lodi, sanfranciským rejdařem Weldonem, který ho bral jako své vlastní dítě.
Poutník pod vedením kapitána Hulla plul z neúspěšného lovu velryb z jižních částí Tichého oceánu zpět do San Francisca. V Aucklandu na Novém Zélandu vyzvedl ještě paní Weldonovou, ženu majitele lodi, a jeho syna Jacka (oba zde musel pan Weldon před časem zanechat kvůli Jackově nemoci). Dalšími cestujícími se stala ještě černoška Nan, chůva malého Jacka, bratranec Benedikt (což byl vzdálený příbuzný Weldonů a vášnivý entomolog) a Negoro, zamlklý portugalský lodní kuchař, o kterém toho nikdo moc nevěděl. Při plavbě zachránil Poutník z nalezeného vraku ještě pět černochů, mezi nimi siláka Herkula, a také psa Dinga, který z neznámých důvodů Negora nenáviděl.
Po nějakém čase postihla loď Poutník katastrofa. Celá posádka lodi včetně kapitána Hulla zahynula při lovu na velrybu, která chránila své mládě. Dick jako jediný zbylý námořník je nucen se ujmout řízení lodi. Netuší však, že mají na lodi zločince. Jedné noci vloží Negoro tajně pod kompas magnet a ostatní navigační prostředky pokazí. Protože je Dick Sand příliš mladý na výpočty podle hvězd, pluje loď špatným směrem. Nakonec je loď v hrozné bouři těžce poškozena a cestující jsou nuceni u neznámého břehu Poutníka opustit. Druhý den jednak zjistí, že Negoro zmizel, a jednak potkávají v džungli muže jménem Harris. Ten se jim představí jako starší Američan a zcestovalý lovec a oznámí jim, že jsou v Bolívii. Dále jim slíbí, že je zavede do haciendy San Felice svých přátel a poskytne jim veškerou pomoc.
Po několika dnech pochodu do vnitrozemí, kdy měli ujít dlouhou cestu k haciendě, začínalo být Dickovi divné, proč v okolí And, jak tuto oblast označil Harris, nerostou kaučukovníky a nevyskytují se zde kolibříci, po kterých tolik toužil malý Jack. Když se mu Harris snažil namluvit, že vidí pštrosa místo žirafy, a když zahlédl hrochy a uslyšel řev lva, začínalo mu pomalu docházet, že jsou v Africe, a že Harris musel být s Negorem domluven. Pouze bratranec Benedikt je nadšen objevem afrických hmyzích druhů v Jižní Americe.
Poté, co Harris prchne, jsou všichni zajati místními domorodci, rozděleni a předáni do otrokářské karavany. Ubohá Nan cestou zahyne (jako ostatně většina zajatých černochů). Jediný, komu se podaří uprchnout, je Herkules se psem Dingem. Když dorazí do Kazonde, centra obchodu s otroky, dozvídá se Dick od Harisse, že paní Weldonová a Jack jsou mrtvi. Ve vzteku Harrise zabije a je Negorem odsouzen k smrti. Paní Weldonová zatím ale byla, spolu s bratrancem Benediktem a Jackem, v jedné osadě, kde schovávali otroky, protože Negoro chtěl za ně získat od pana Weldona výkupné.
Jednoho dne po dlouhých, v tuto dobu neobvyklých, deštích dorazil do osady slavný šaman, aby tyto deště zažehnal. Ten ukázal na paní Weldonovou a malého Jacka jako na příčinu dešťů, a hloupí domorodci včetně kruté královny nechali obrovitého nemluvícího šamana zajatce beze slov odnést. Byl to ovšem Herkules, který pravého šamana zajal. Herkules zachránil i bratrance Benedikta a také Dicka Sanda, který měl zahynout jako oběť místnímu právě zemřelému králi.
Všichni (včetně psa Dinga) se na malé loďce přikryté listím vypravili po proudu řeky k moři. Jednoho dne narazili na břehu řeky na chatrč, kde nalezli dopis, ze kterého se dozvěděli, že Negoro byl průvodce známého cestovatele, kterého okradl a zavraždil a že Dingo byl cestovatelův pes. V době, kdy všichni četli dopis, se k chatrči přikradl Negoro, který se vrátil pro svůj ukrytý lup. Zuřivý Dingo jej zabil, ale protože Negoro stačil ještě psa bodnout nožem, věrný pes skonal.
Ostatní brzy objevili pobřeží, nalodili se na portugalskou loď, která je dovezla do San Franciska. Dick Sand, který byl panem Weldonem odměněn za statečnost a za navrácení jeho blízkých, vystudoval námořnickou školu a stal se kapitánem.

## Ilustrace
Knihu Patnáctiletý kapitán ilustroval Henri Meyer

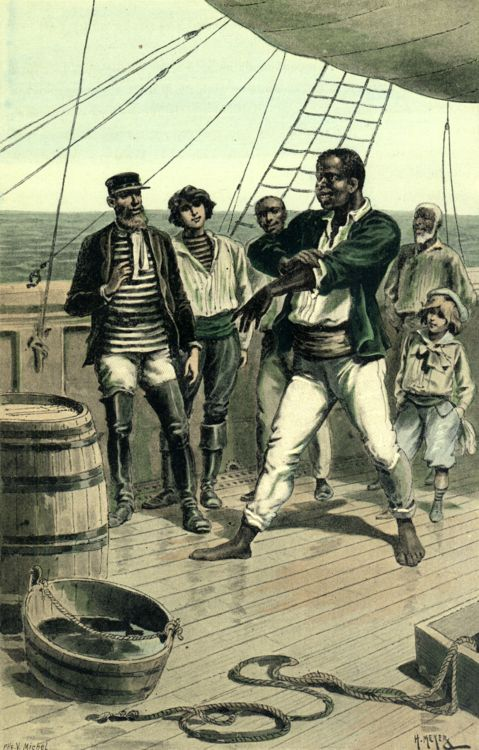
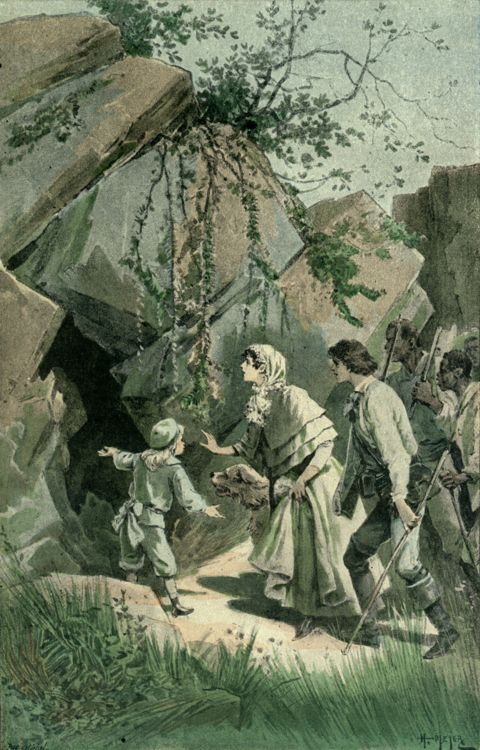
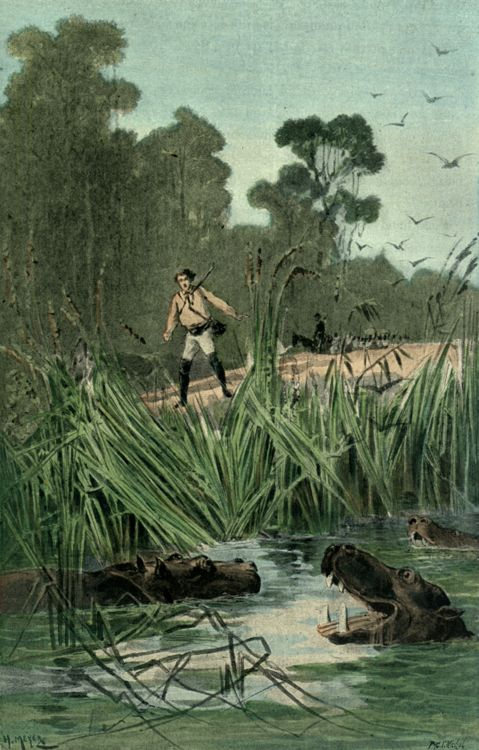
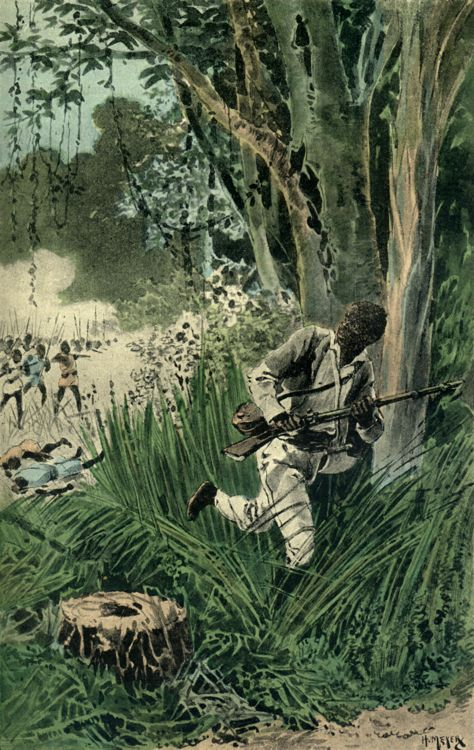
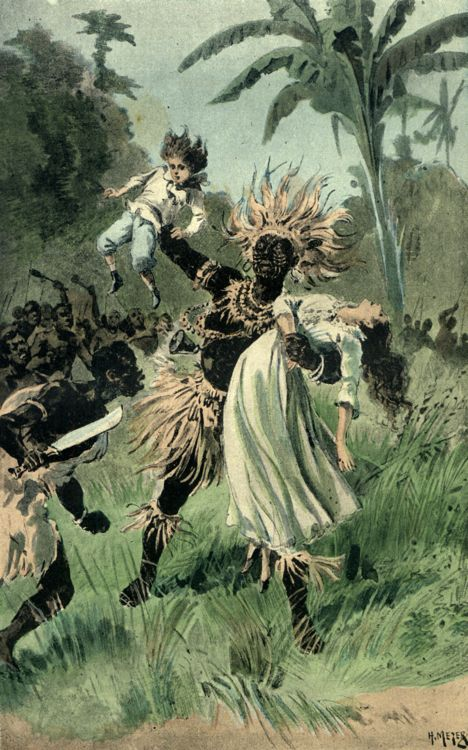

## Česká vydání
- Patnáctiletý kapitán, František Kytka, Praha 1879, dle J. Vernea vzdělal P. J. Šulc. Dostupné online.
- Patnáctiletý kapitán, Alois R. Lauermann, Praha 1884, přeložil Gustav Janda, dva svazky.
- Patnáctiletý kapitán, Alois Hynek, Praha 1901,
- Patnáctiletý kapitán, Josef R. Vilímek, Praha 1901, přeložil Václav Beneš Šumavský,
- Patnáctiletý kapitán, Bedřich Kočí, Praha 1907, přeložil Vítězslav Unzeitig, dva svazky.
- Patnáctiletý kapitán, Josef R. Vilímek, Praha 1927, přeložil Václav Beneš Šumavský, znovu 1935.
- Patnáctiletý kapitán, Josef R. Vilímek, Praha 1938, přeložil Zdeněk Hobzík, znovu 1941 a 1948.
- Patnáctiletý kapitán, Mladá fronta, Praha 1953, přeložila Věra Smetanová,
- Patnáctiletý kapitán, SNDK, Praha 1953, přeložil Václav Netušil, znovu 1958, 1960 a 1968.
- Dva roky prázdnin, Patnáctiletý kapitán, Mladá fronta, Praha 1969, přeložil Václav Netušil,
- Patnáctiletý kapitán, Mladá fronta, Praha 1973, přeložil Václav Netušil, znovu Albatros, Praha 1983 a 1989.
- Patnáctiletý kapitán, Návrat, Brno 1997, přeložil Václav Beneš Šumavský, znovu 2005 a 2006.
- Patnáctiletý kapitán, Albatros, Praha 2008, převyprávěl Ondřej Neff, znovu 2014.
- Patnáctiletý kapitán, Omega, Praha 2017, přeložil Václav Beneš Šumavský.
- Patnáctiletý kapitán, Nakladatelství Josef Vybíral, Žalkovice 2019, přeložil Václav Beneš Šumavský.